# Sierra de Guara
Sierra de Guara is een natuurpark en voorgebergte van de Pyreneeën dat zich bevindt in de Spaanse provincie Huesca.
De gemiddelde temperatuur ligt hier een stuk hoger dan aan de Franse kant van de Pyreneeën. Het gebergte heeft een ruig berglandschap (vooral kalksteen) met typische kloven (canyons). De canyons (Vero, Mascún,...) maken Sierra de Guara erg geschikt voor canyoning. De hoogste top van het gebergte heeft een hoogte van 2077 meter. De Sierra de Guara ligt in een dunbevolkt gebied met veel natuurschoon en herbergt ook een voor Europa unieke gierenkolonie. Het gebergte is beschermd als Natura 2000-gebied (ES241005) en als het 80 000 hectare grote natuurpark Parque Natural de la Sierra y los Cañones de Guara.

## Afbeeldingen

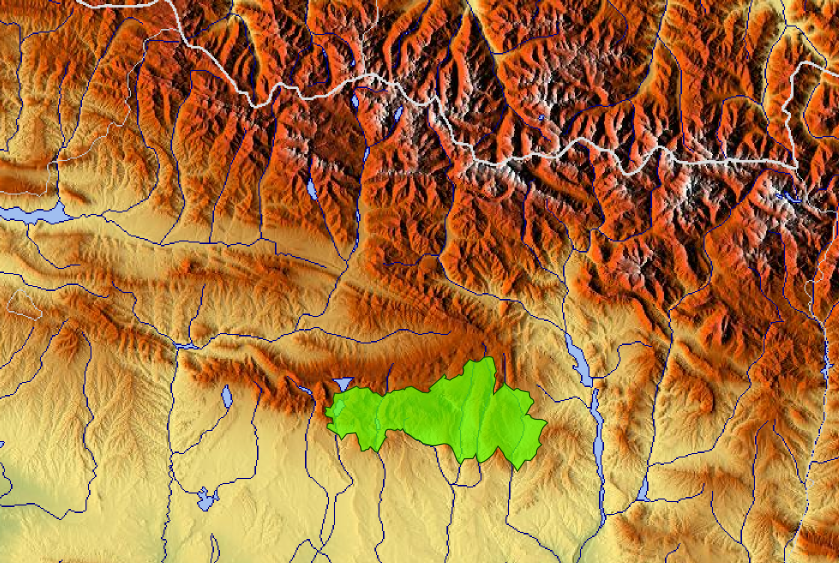
Ligging van het natuurpark
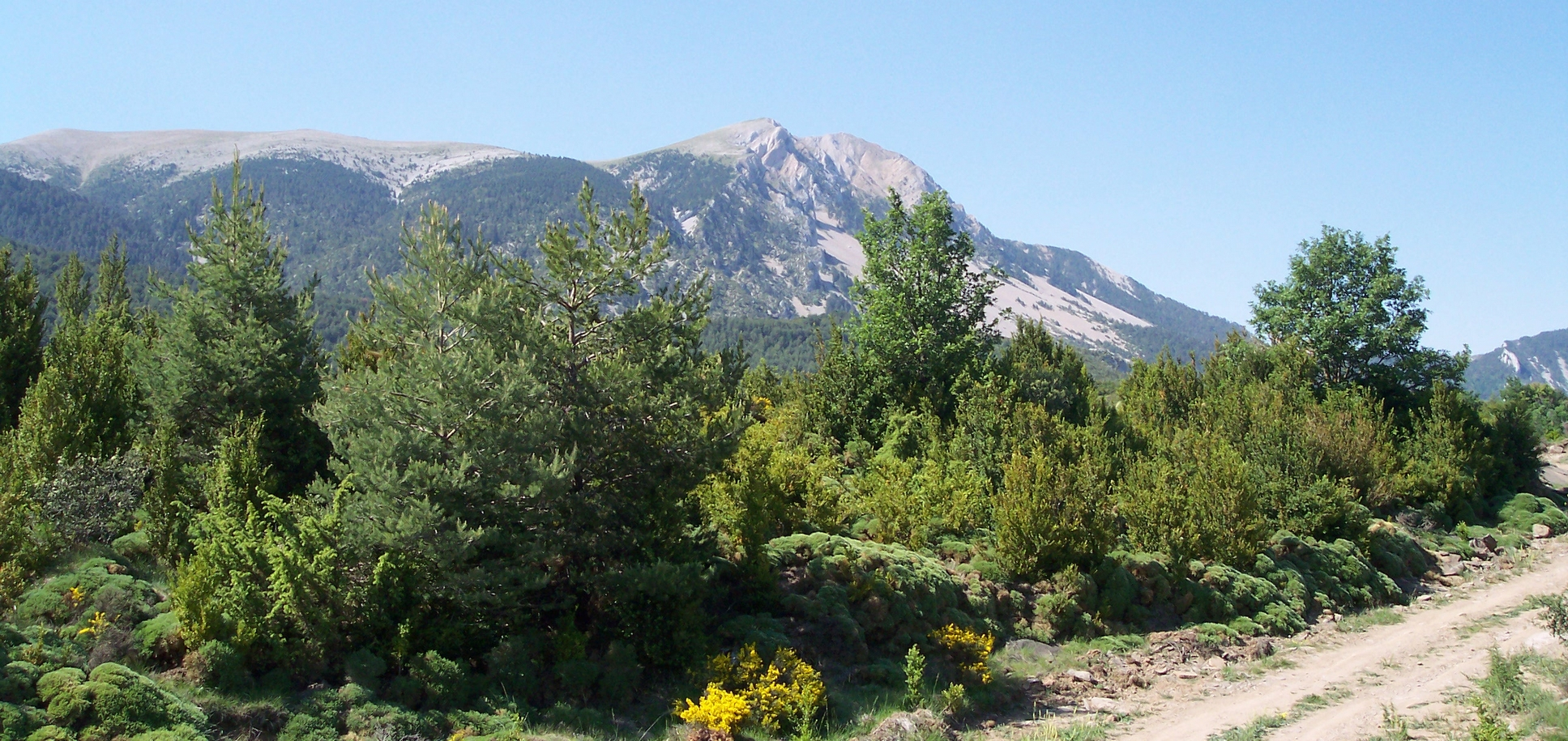
Sierra de Guara
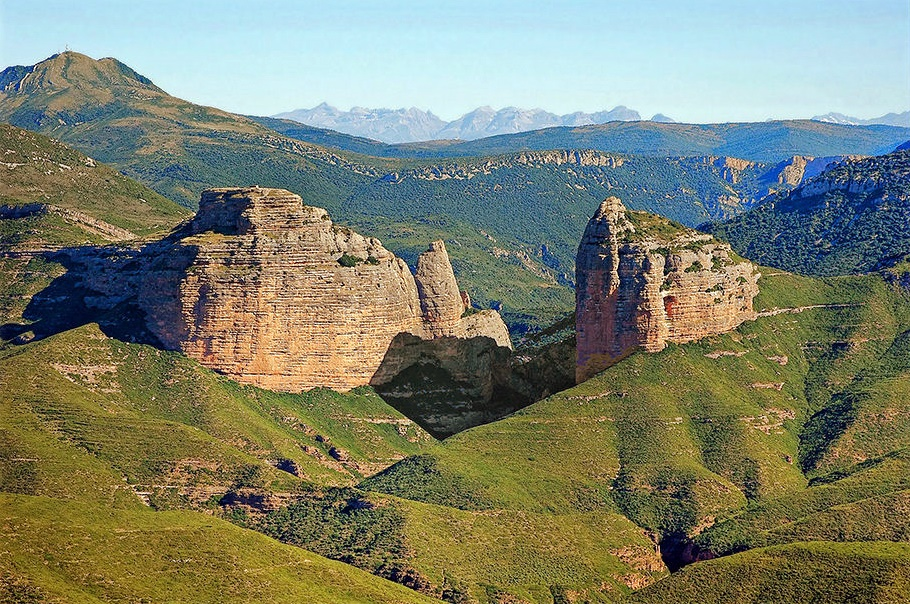
Salto de Roldán
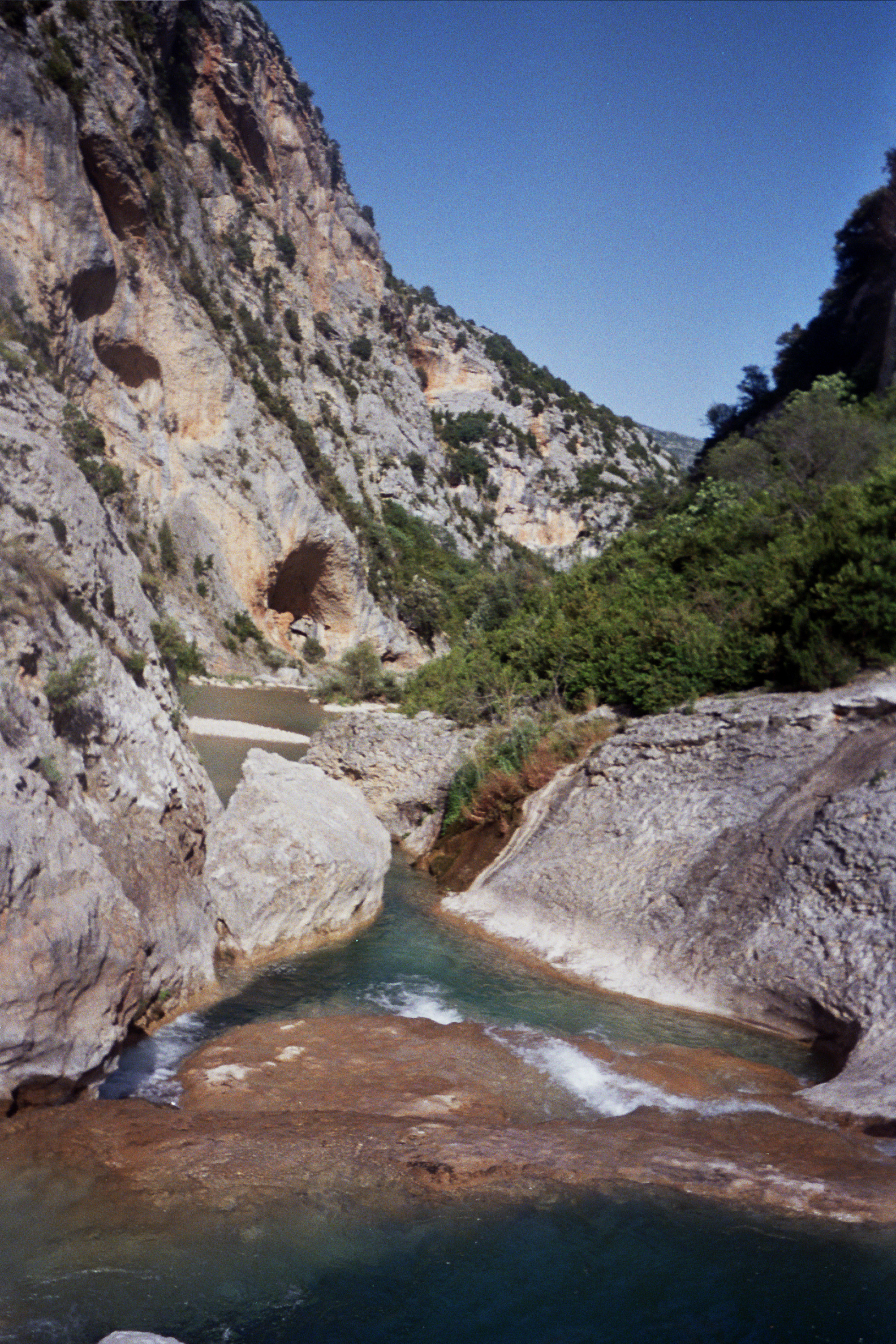
Canyon in de Sierra de Guara
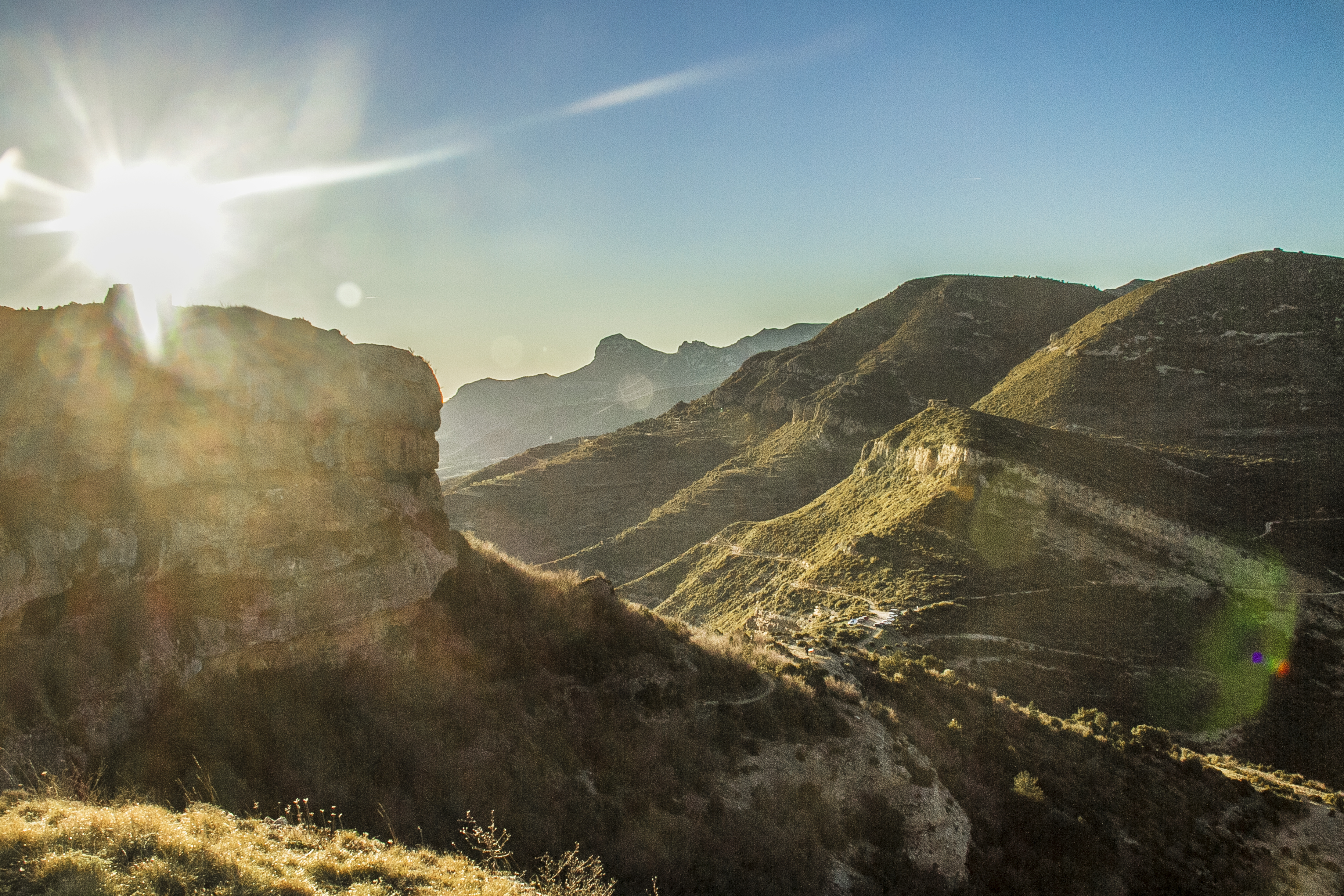
Sierra de Guara
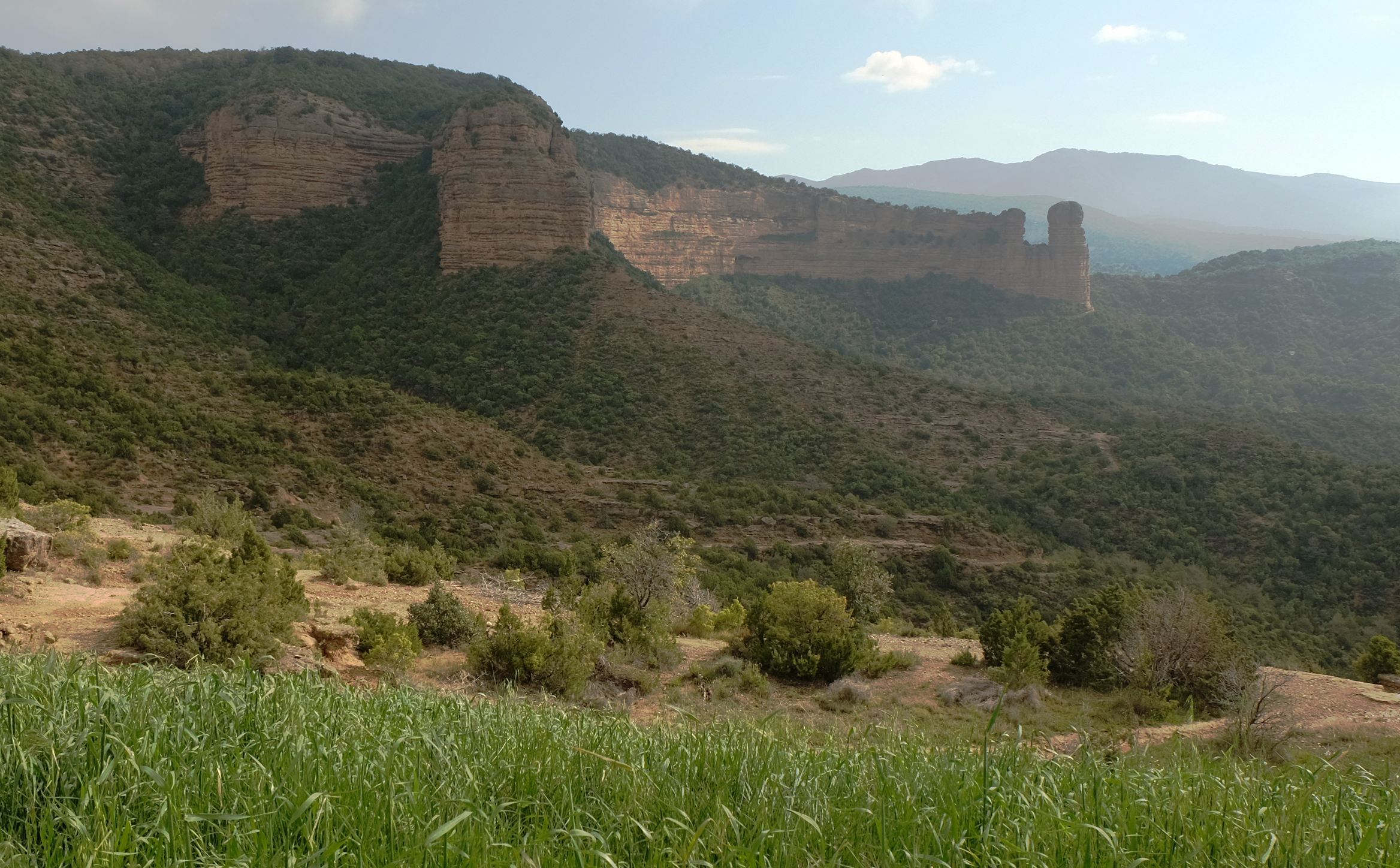
Huevo de Morrano
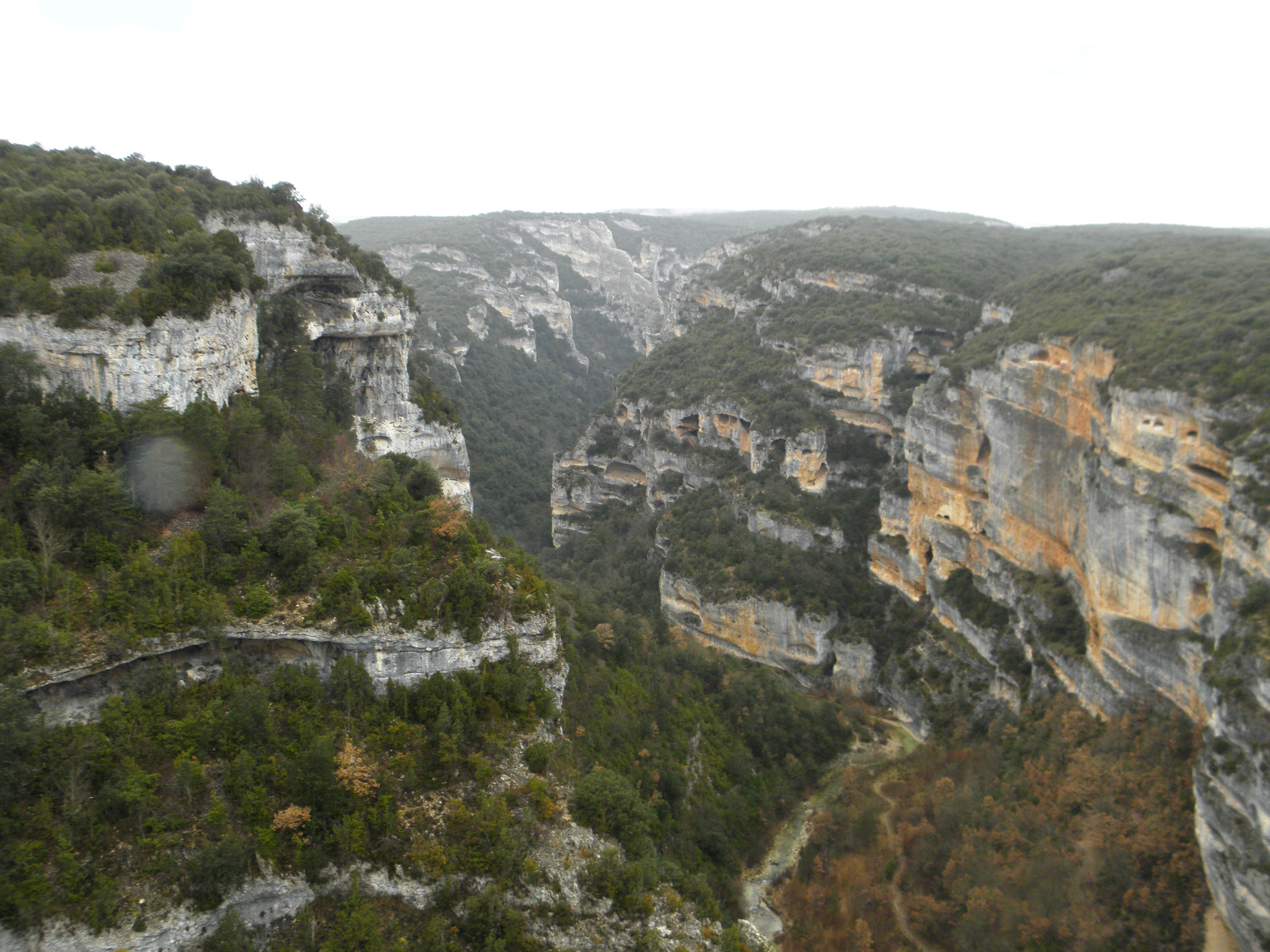
Canyon van de Vero
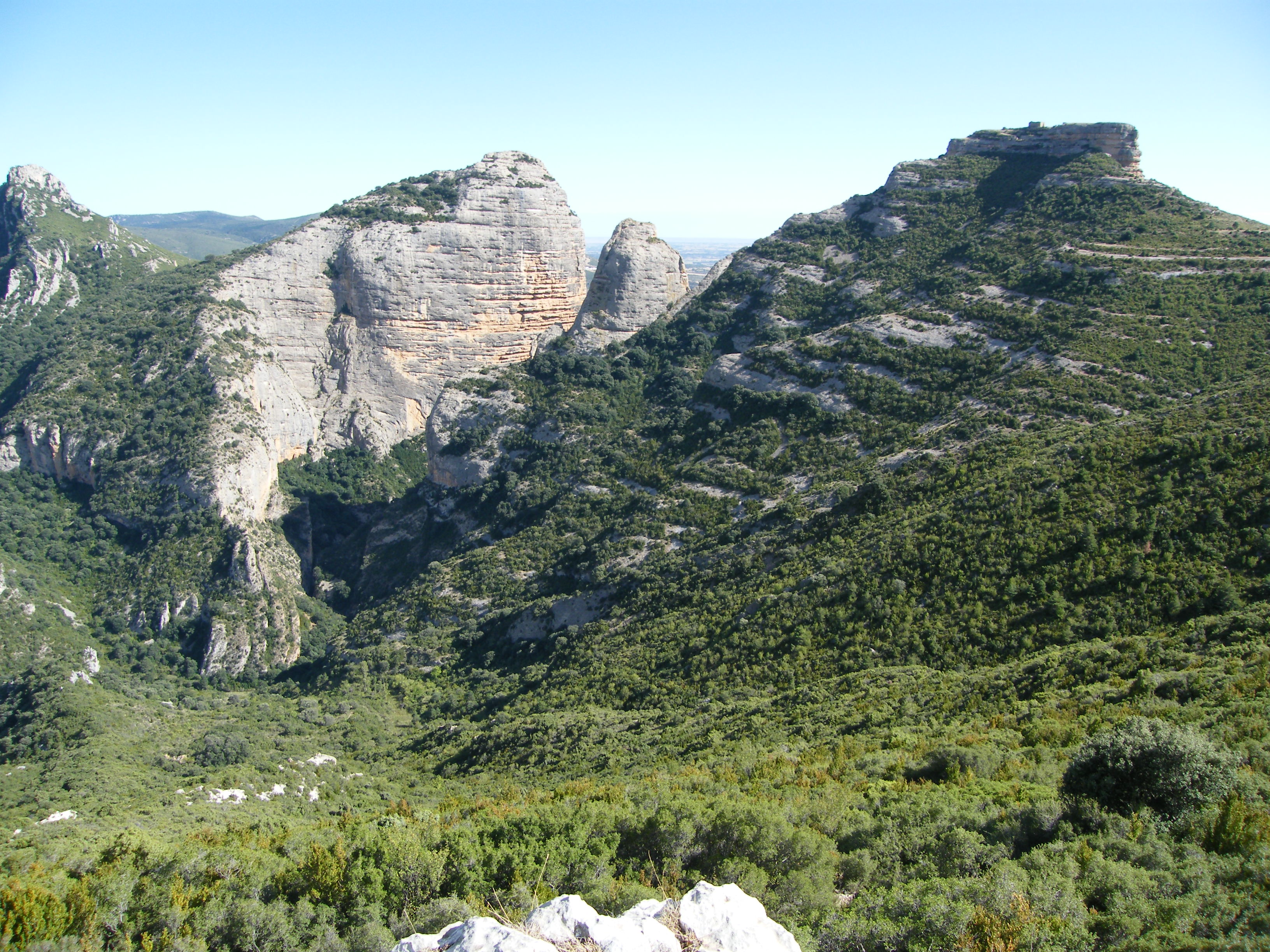
Salto de Roldán